# Fundação da Suécia moderna
A formação da Suécia moderna foi um processo iniciado com o rei Gustav Vasa, passando pelos governos seguintes de Eric XIV, João III e Sigismundo, com especial capítulo para a Reforma, que marcou a ruptura com a Igreja Católica. 
É o período da História da Suécia que geralmente é assinalado entre os anos de 1521 a 1654.

## Gustav Vasa

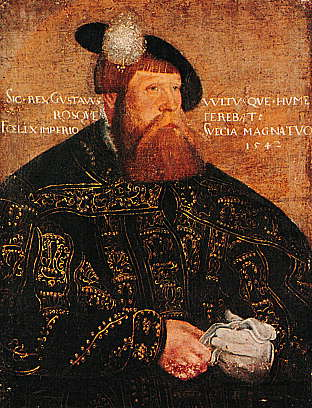
Gusav Vasa

Gustav Vasa teve dificuldades políticas e religiosas em seu reinado, estabelecido em 1523. Havia se dirigido ao Papa em Roma, pleiteando a confirmação de Johannes Magnus que nomeara arcebispo da Suécia, logo após tomar posse, como substituto de Gustav Trolle, arcebispo rebelde que havia sido condenado como traidor e deposto pelo Riksdag, e cumpria a pena de exílio.
O rei prometia ser fiel à Igreja, caso o Papa confirmasse suas nomeações para os bispados. Mas, tão logo enviara uma carta expondo suas intenções, recebeu uma ordem papal exigindo o imediato restabelecimento de Gustav Trolle.
Vasa não podia concordar que o primaz fosse um traidor declarado como Trolle. Enviou seu protesto para que fosse reconhecido Joahannes Magni, como arcebispo de Upsália, e decretou, com sua autoridade real, a ruptura com Roma. Decretou que os negócios da Igreja no reino seriam dirigidos por ele, para a glória de Deus e para a satisfação dos cristãos suecos.
Como reação, Gustav protegeu e incentivou os reformadores suecos Olaus e Laurentius Petri, e Laurentius Andreae. Permitiu que o novo ensinamento religioso se espalhasse, e os irmãos luteranos mostraram-se grandes profitentes. Em poucos meses já se via uma clara ruptura entre o rei e o arcebispo Magni que, no final, foi condenado ao exílio por uma acusação e rápido julgamento por traição. Em 1526 foram suprimidas no país todas as gráficas da imprensa católica, e dois terços dos dízimos da Igreja passaram a ser apropriados para o pagamento da dívida interna.

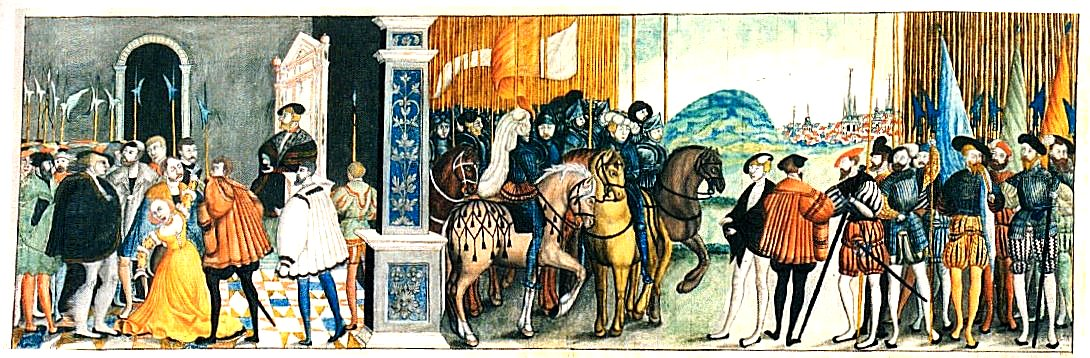
Imagem triunfal de Gustav Vasa no Recesso de Västerås em 1527. A mulher de amarelo representa a vitória sobre a Igreja Católica

No dia 18 de fevereiro de 1527 dois bispos, os primeiros mártires de Catolicismo na Suécia, foram enforcados em Estocolmo, depois de um julgamento que foi uma paródia de Justiça. O ato violento exemplar foi eficaz, tanto que o Riksdag de Västerås do verão seguinte, em junho, os bispos sequer ousaram levantar um protesto que, reservadamente, haviam preparado. A própria assembléia estava submissa ao poder real. O resultado foi o chamado Recesso da Västerås, que transferiu todas as propriedades eclesiásticas para a Coroa. A Ordenação da Västerås seguinte rompeu completamente o vínculo da Igreja Sueca com Roma. 
As mudanças operadas, porém, tiveram abrangência apenas administrativas. Não houve qualquer alteração na doutrina, e a resolução geral sobre a Palavra de Deus dever ser proferida de forma clara e puramente não estava contrária aos ensinamentos da Igreja pré-Tridentina. Até mesmo o Concílio de Örebro, reunido em fevereiro de 1529, "para o melhor regulamento das cerimônias litúrgicas e disciplina consoante a Palavra Divina", não houve qualquer protesto formal contra Roma. O ritual arcaico foi mantido durante dois anos, mas teria apenas efeito simbólico. Dali em diante a expansão da Reforma continuou, ininterruptamente.
Em 1531 Laurentius Petri foi eleito o primeiro Prelado Protestante sueco. Mas as relações de Vasa com a Igreja foram se tornando mais problemáticas, face as tendências absolutistas de Gustav Vasa. A apropriação de 1539 criara um fosso entre o rei e os seus prelados, pois parte dos dízimos eram retidos, o que violava diretamente o decidido no Recesso de Västerås. Gustav ainda reduziu o poder dos bispos, pelas ordenações de 1539 e 1540, que perderam progressivamente até mesmo a dignidade do título. Depois de 1543, os prelados passaram a ser indicados por ele, sem qualquer eleição prévia, como era usual. Finalmente, no Riksdag de Västerås de 1544, não houve qualquer definição sobre a fé, mas uma ruptura definitiva ocorreu com a as tradições da antiga religião.

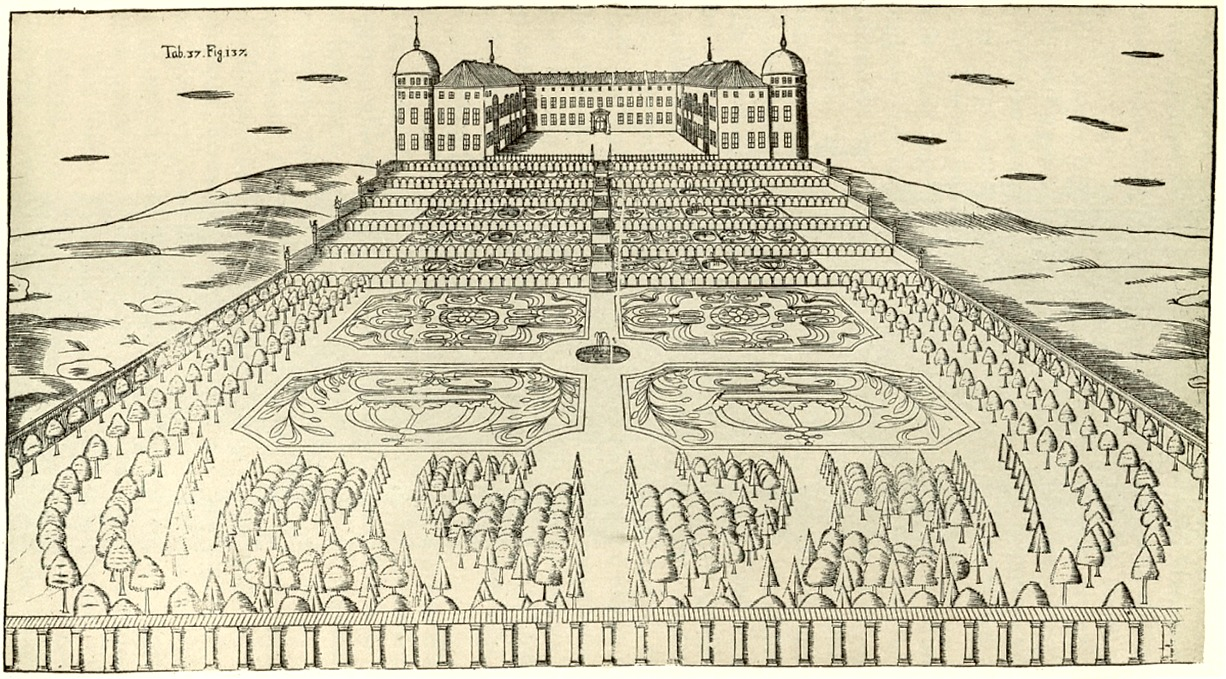
Jardins do Palácio de Upsália

## Reforma e política externa
Assim a Reforma na Suécia foi praticamente o trabalho de um rei absoluto, que agira inicialmente por razões exclusivamente políticas e, depois, por razões puramente econômicas, para o benefício do Estado, conforme seu entendimento. Mas estas ações de Gustav Vasa contrariavam os instintos religiosos da grande maioria da população sueca; não há dúvida de que os suecos do século XVI mantinham-se fiéis à velha Igreja, como eram violentamente anti-protestantes. O catolicismo popular foi a maior dificuldade enfrentada pelo rei Gustav, pois tendia a afastá-lo dos camponeses suecos.
Durante os últimos séculos os camponeses tinham sido um elemento primacial na vida política sueca; em talvez nenhum outro estado europeu contemporâneo verificou-se uma classe servil tão independente como ali. Vezes sucessivas eles haviam defendido sua própria liberdade e também a nação contra os inimigos estrangeiros. Nas assembléias nacionais, também, tinham vez e voz sempre poderosa, e não raro era predominante. Em resumo, formavam o núcleo daqueles que desenvolveram a formação do estado sueco, e mantinham elementos da democracia enquanto o restante da Europa tendia ao absolutismo. As necessidades de Gustav Vasa o tinham compelido a romper com as tradições religiosas suecas; mas apesar das suas tendências, fôra compelido a aceitar o constitucionalismo, que era mesmo um fundamento de seu próprio reino, sem o qual não estaria assegurada a unidade. Os camponeses eram seus aliados naturais mas, como conseqüência dessa ruptura religiosa, vieram naturalmente a converter-se nos seus maiores rivais. Assim como tinham contribuído para a ascensão de Gustav, também estavam preparados para destituí-lo, caso isso fosse-lhes conveniente - e muitos fatores levavam ao descontentamento dessa classe.
Esta situação anômala foi responsável por meia dúzia de levantes camponeses contra os quais Gustav teve de lutar, entre 1525 a 1543. Em todas estas rebeliões o problema religioso esteve presente, embora o crescente encargo tributário imposto aos camponeses fosse outro fator indubitável para a insatisfação dos campônios e de suas queixas contra o rei. 
O confisco dos bens e recursos eclesiais os enfureceram, e protestaram formalmente contra a introdução do luteranismo. Ameaçaram, por mais de uma vez, atacar e destruir Estocolmo, alegando que os Reformadores tinham-na transformado em "uma Sodoma espiritual". Insistiam na restauração das contribuições católicas antigas, e tornaram crimes a negligência ao jejum e outros pecados de omissão. Embora saísse vitorioso ao final, Gustav teve de agradar às vontadades populares ao longo do seu governo. Assim, embora fosse forte o bastante para conservar-se no poder e concluir as mudanças iniciadas, não o era para alterar o sistema de liberdades nacionais ou suprimir o catolicismo completamente. Quando de sua morte o Riksdag havia se constituído num dos poderes do Estado, e uma restauração católica não era difícil, se estes tivessem líderes capazes.
A política externa de Gustav foi, de início, pouco mais que garantir sua auto-preservação. Só com o auxílio dos ricos comerciantes de Lübeck tinha conseguido estabelecer-se. E Lübeck tinha explorado a Suécia, em retorno, como a Espanha um dia explorara suas colônias americanas.
Quando, com a ajuda da Dinamarca, Gustav se livrou afinal deste entrave ganancioso, pela trégua de 25 de agosto de 1537, a Suécia tornou-se senhora de seus próprios negócios pela primeira vez na sua História. Mas, apesar disto, ainda era bastante subordinada quanto à política externa escandinava. A hegemonia dinamarquesa era fora de disputa, e Gustav encarou este poder como fator de instabilidade para a paz, no futuro.
A principal causa da disputa foi a colocação, pelo rei dinamarquês, das três coroas símbolo da Suécia no brasão Dano-norueguês, o que indicava clara reivindicação de soberania sobre aqueles. Ainda mais ofensiva foi a atitude russa, vizinho oriental da Suécia, contra quem o rei Gustav ansiava por resolver algumas questões: atribuíra ao tzar Ivan IV a pretensão de aumentar indevidamente seus domínios no Mar Báltico com o desejo de formar ali uma monarquia única sob seu comando, empreendendo contra a Rússia uma guerra que restou inconclusa, entre 1554-1557.

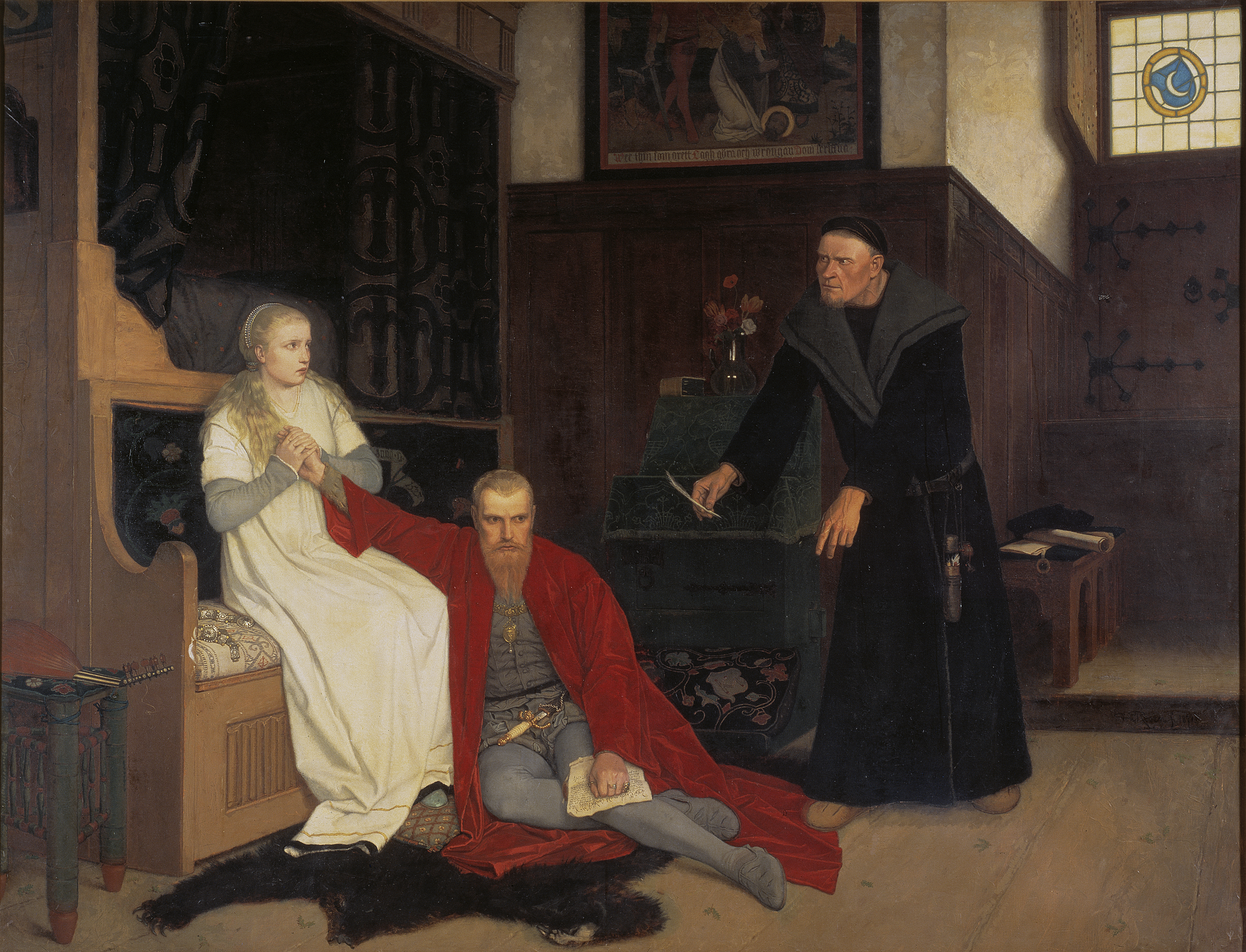
Erik, Karin Månsdotter e seu secretário Jöran Persson

## Eric XIV
Vário fatos ocorreram que compeliam a Suécia a abandonar sua tradicional neutralidade e partir para a constituição de um império ultramarino. No último ano de vida de Gustav I, 1560, a antiga Ordem Livoniana, amalgamada desde 1237 como a Ordem Teutônica mais poderosa, que fora secularizada durante o ducado da Prússia em 1525, ficou isolada repentinamente no meio eslavo, que lhe era hostil. Esta situação precisou de um estopim para se resolver - o que ocorreu em 1558-1560, quando levas de moscovitas migraram para a região hoje compreendida pela Letônia e Estônia, ameaçando de destruição toda a província.
No desespero do último Mestre da Ordem, Gotthard von Kettler, pedindo socorro aos vizinhos mais desenvolvidos, teve seus domínios rapidamente divididos entre a Polônia, Dinamarca e Suécia. A parte original da Suécia nos despojos da Guerra Livoniana foi o Reval que se colocou sob o protetorado da coroa sueca em março de 1561. A partir do momento em que os suecos fincaram sua presença na Estònia, pela aquisição do Reval, veio a desenvolver o desejo de expansão territorial, de conquistas.
Ter permanecido neutral teria significado a ruína do comércio báltico ao qual os suecos dependiam para a prosperidade nacional. Seus vizinhos mais próximos - a Polônia e a Rússia - eram também seus concorrentes mais próximos e, felizmente, eram também rivais entre si. Sua política externa óbvia foi a de tornar-se um contraponto aos dois. Para efetivar tal contraponto, precisava primeiro ter suas mãos livres: resolveu suas muitas diferenças com a Dinamarca pelo Tratado de Estetino (13 de dezembro de 1570), pondo fim à Guerra de Sete Anos do Norte (de 1563-1570) - principal evento do reinado de Érico XIV (1560-68), primogênito e sucessor de Gustav Vasa. Era o acordo de paz um ato ponderado do novo rei sueco, João III (1568-92).
Também ponderado foi a formação da liga anti-russa com Estêvão I da Polônia, concluída em 1578. A guerra contra a Rússia pela posse da Estônia e da Letônia (1571–1577) tinha sido desastrosa pois em no começo de 1577 um número incontável de hordas russas invadiam o Reval, último lugar seguro para a Suécia naquela região.
A enérgica intervenção inverteu a balança a favor dos opositores dos russos. Seis meses depois da invasão uma paz humilhante com o monarca polonês foi imposta a Ivan IV, que concluiu uma trégua também com a Suécia, reconhecendo-lhe o uti possidetis na região báltica, em acordo celebrado a 5 de agosto de 1582. A guerra contra a Rússia foi retomada, tão logo findou a trégua, levando ao Tratado de Tiavzino, que foi menos vantajoso para os suecos.

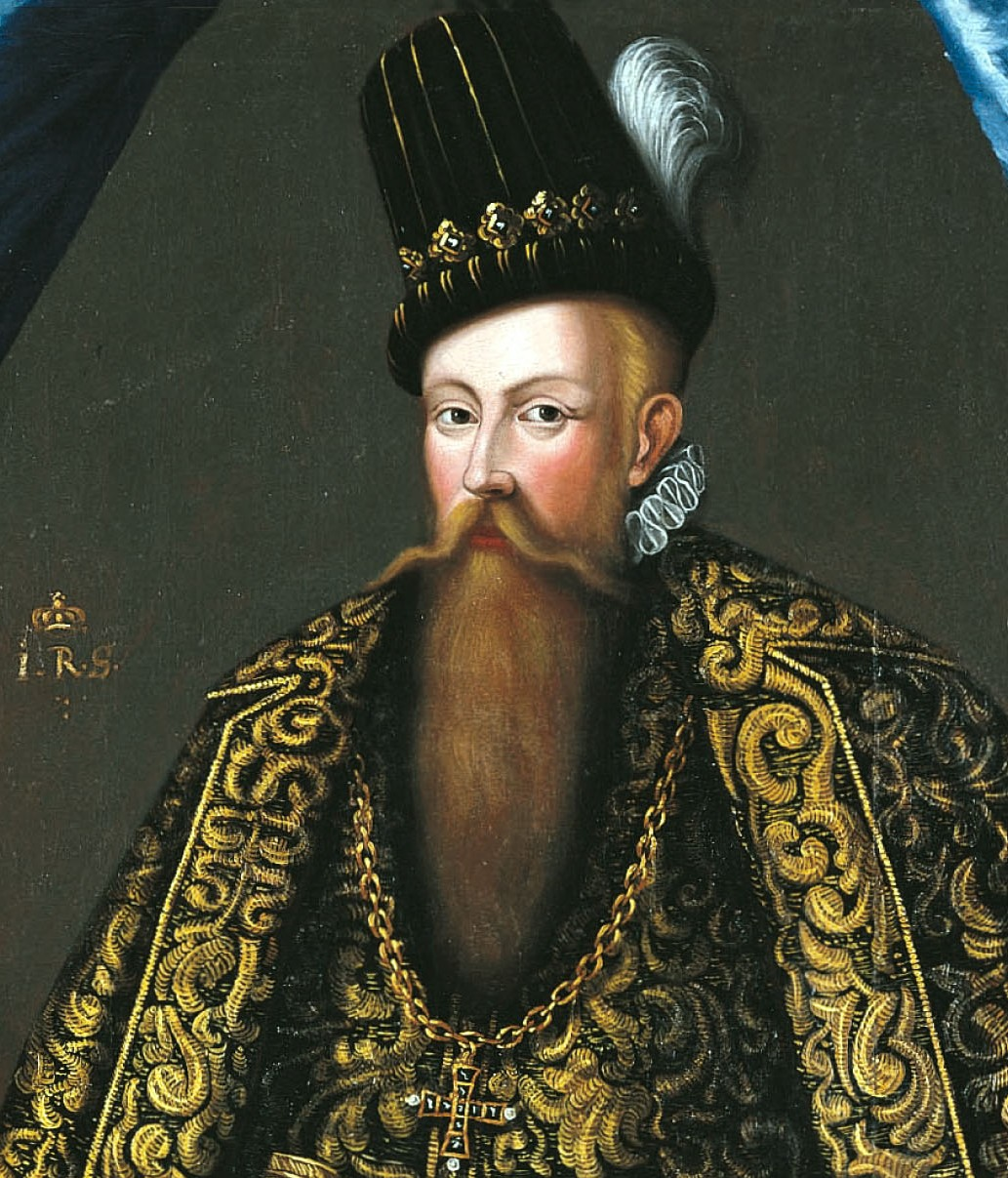
Johan III

## João III
As relações amistosas entre a Suécia e a Polônia prometiam, no começo, ser permanentes. Dezesseis anos antes de sua ascensão ao trono sueco, João III, então Duque da Finlândia, tinha se casado com Catherine Jagiellonica, irmã de Sigismundo II da Polônia, em 4 de outubro de 1562.
O Duque Sigismundo, fruto desta união, foi educado por sua mãe na religião católica e, a 19 de agosto de 1587, foi feito rei da Polônia. Dezesseis dias após foram assinados os "Artigos de Kalmar", por João III e Sigismundo, regulando as futuras relações entre os dois países, e prevendo que, no futuro, o Duque Sigismundo haveria de suceder ao pai, como rei sueco.
Os Artigos estabeleciam que os dois reinos deviam estar em aliança perpétua, mas cada qual reservava-se os direitos de ter leis próprias e alfândega independente. A Suécia também era livre para professar sua religião, subordinada apenas ao "Conselho Privado"; mas nem o Papa nem o Conselho poderiam interferir na soberania de Sigismundo, no trato de seus assuntos no governo sueco.
Durante a ausência de Sigismundo, o país seria regido por um conselho de Sete Suecos: seis eleitos pelo rei e um pelo Duque Carlos da Sudermânia, líder dos protestantes do país. Nenhum novo imposto poderia ser criado, na ausência do rei, bem como em nenhuma hipótese seria a Suécia governada pela Polônia. Qualquer alteração destas cláusulas seria feita apenas em comum entre o Rei, o Duque Carlos, os Estados e a pequena nobreza.

## Sigismundo
Os cuidados dos estadistas suecos em prender as mãos do seu futuro rei devia-se ao receio que tinham da reação católica na Europa. Sob o reinado de Érico XIV a Reforma na Suécia tinha permanecido nas mesmas linhas que com o pai deste, onde a retenção das rendas católicas não eram consideradas contrárias à Bíblia.
Depois de 1544, quando o Concílio de Trento declarou que tanto a Bíblia como as tradições eram formalmente fontes autorizadas para a Doutrina Cristã, o contraste entre o novo e o velho ensinamentos tornou-se mais patente; em muitos países surgiu uma solução intermediária que apontava para um acordo que remetia para a "Igreja dos pais". O Rei João III, o mais instruídos dos Vasa, também versado em teologia, foi bastante influenciado por esta solução "intermediária".
Tão logo assumiu o trono, adotou medidas para devolver â Igreja Sueca as condições da "Igreja Apostólica primitiva e da fé católica"; assim, em 1574, persuadiu o sínodo, que reuniu-se em Estocolmo, a adotar certas regras moldadas por ele. Em fevereiro do ano seguinte, uma nova ordenação foi proposta, aproximando ainda mais a Igreja da patrística, a novo sínodo que a acolheu, embora com muita relutância. Em 1576 foi emitida nova liturgia, baseada no missal romano, embora com grandes modificações.
Apesar da oposição do Duque Carlos junto aos protestantes extremistas, as medidas foram adotadas pelo Riksdag em 1577. Isso encorajou bastante o partido católico na Europa, e João III foi persuadido a enviar uma embaixada a Roma, a fim de encetar negociações para reunificação da Igreja Sueca com a Santa Sé.
Porém, foi enviado pelo Vaticano o jesuíta Antônio Possevino a Estocolmo, com o intento de completar a "conversão" de João III; Mas o rei impusera condições determinadas que jamais foram cumpridas. O único resultado de todas as negociações secretas foi o de insuflar os protestantes ainda mais contra a nova liturgia, que entretanto fora imposta a todo o reino, sem exceção a nenhuma congregação, por decreto de 1582 do Riksdag.
Por esse período o Duque Carlos e seus aliados protestantes já constituíam maioria entre os representantes. Assim, logo após o falecimento do rei João III, Carlos convocou um sínodo em Upsália, que rejeitou a nova liturgia e preparou uma confissão de fé anti-católica, a 5 de março de 1593. A Bíblia foi declarada Sagrada e os três credos primitivos declarados como sendo as verdadeiras fundações da fé cristã, e a Confissão de Augsburgo foi adotada.
Sigismundo, feito legalmente rei da Suécia e da União Polaco-Lituana, considerou que a convocação do sínodo de Upsália sem o seu conhecimento e consentimento prévios eram clara infração de suas prerrogativas. Com sua chegada à Suécia tentou ganhar tempo, confirmando o que tinha sido decidido, provisoriamente; mas a agressividade da facção protestante, e as constantes usurpações do Duque Carlos (a quem o Riksdag havia proclamado Regente, em 1595, e o rei havia recusado) encaminhava a situação para uma inevitável guerra civil. 
A batalha de Stångebro, no dia 25 de setembro de 1598 decidiu a luta em favor de Carlos - e do Protestantismo. Sigismundo fugiu da Suécia, para nunca mais retornar e, a 19 de março de 1600 o Riksdag de Linköping proclamou o duque o novo rei do país, sob o título de Carlos IX da Suécia. Foi declarado que Sigismundo e sua descendência perderam a coroa sueca que, dali para diante, caberia aos herdeiros masculinos de Carlos.